# Vacherie
Vacherie es una comunidad no incorporada ubicada en la Parroquia de St. James, Luisiana, Estados Unidos. El nombre del lugar deriva de la palabra francesa que significa establo. En el lado suroeste de la comunidad se encuentra la torre de 600 metros de altura de las estaciones radiales WZRH/KVDU, un mástil atirantado que se considera la torre más alta del estado de Luisiana.
El lugar más conocido de la comunidad es la plantación de Oak Alley, donde se han grabado varias producciones para cine y televisión.